# Tuebingosaurus
Tuebingosaurus maierfritzorum
Genre
Espèce
Tuebingosaurus (signifiant « lézard de Tübingen ») est un genre éteint de dinosaures Sauropodomorpha Massopoda de la formation de Trossingen du Trias supérieur en Allemagne. Le type et la seule espèce est Tuebingosaurus maierfritzorum, identifié à l'origine comme un spécimen de Plateosaurus.

## Classification
Le genre Tuebingosaurus et l'espèce Tuebingosaurus maierfritzorum ont été décrits en 2022 par Omar Rafael Regalado Fernandez (d) et Ingmar Werneburg (d).

## Découverte et dénomination

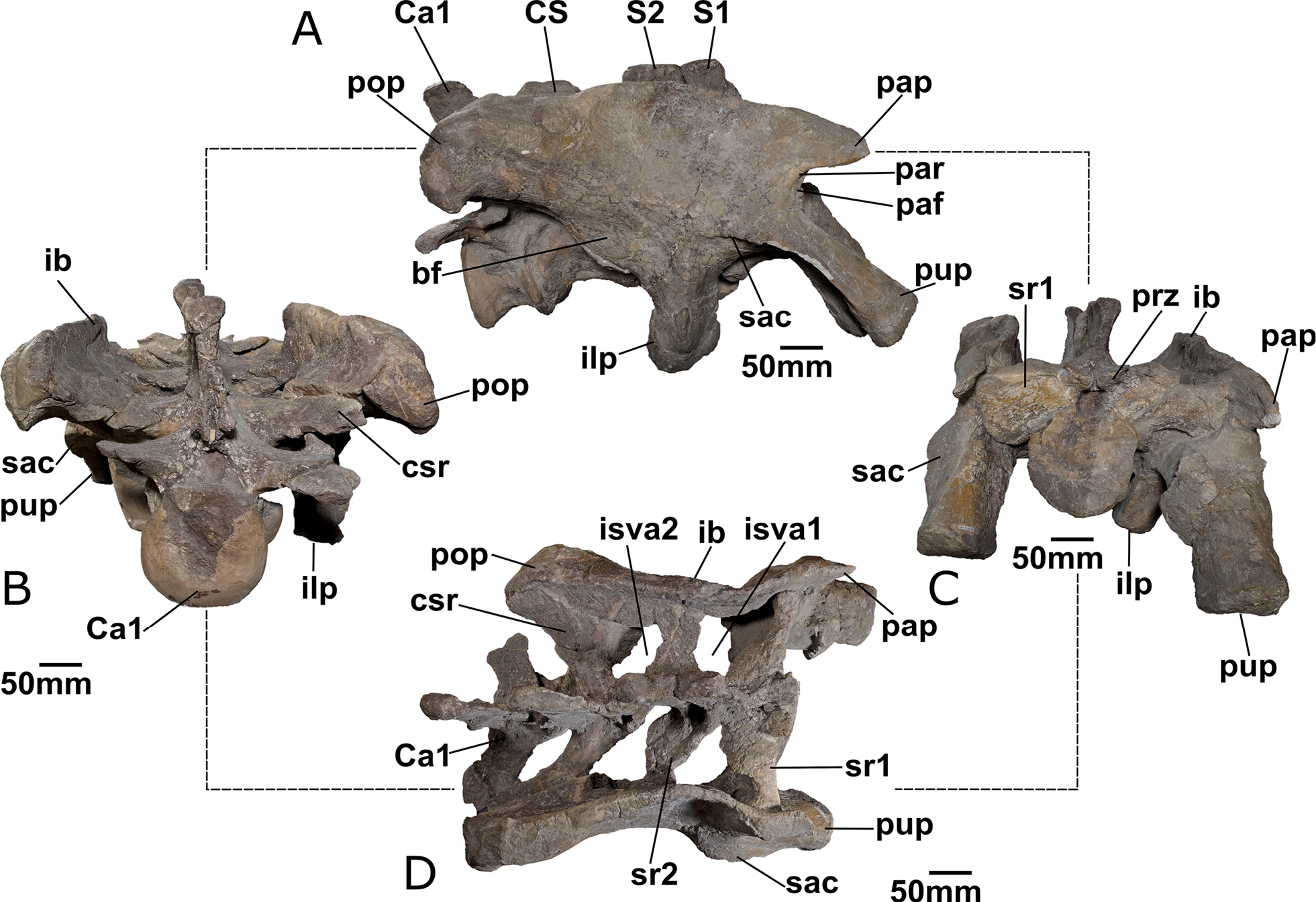
Pelvis de Tuebingosaurus.

L'holotype, GPIT-PV-30787, également connu sous le nom de « GPIT IV », est un squelette post-crânien partiel. Il a été découvert en 1922 et conservé dans la collection paléontologique de l'université de Tübingen. Il était à l'origine attribué à l'espèce Gresslyosaurus plieningeri (nomen dubium). Par la suite, il a été considéré comme un exemplaire de Plateosaurus, étant parfois utilisé comme matériel de référence pour des analyses phylogénétiques utilisant son nom. Cependant, il contient en fait plusieurs caractéristiques avec des Sauropodomorpha plus dérivés, ce qui lui a permis d'être nommé comme le taxon distinct Tuebingosaurus maierfritzorum en 2022. Le nom générique, « Tuebingosaurus », honore la ville de Tübingen, tandis que le nom spécifique, « maierfritzorum », fait référence à la fois à Uwe Fritz et à Wolfgang Maier ; le premier est un éditeur de la revue Vertebrate Zoology qui a organisé un Festschrift en l'honneur de Maier ; sa description faisait partie de cet événement académique.

## Cladogramme
Bien que ses descripteurs ne l'aient assigné qu'aux Sauropodomorpha Massopoda, ils ont également effectué une analyse phylogénétique qui l'a placé au sein des Sauropoda proprement dit, peut-être proche de Schleitheimia.

## Paléoenvironnement
La formation de Trossingen a été interprétée à l'origine comme un dépôt synchrone d'animaux, mais est maintenant considérée comme une accumulation constante de carcasses embourbées qui ont été déposées pendant des centaines d'années par une rivière. Les autres spécimens de ce dépôt comprennent le Theropoda Liliensternus et plusieurs Sauropodomorpha attribués à Plateosaurus et plusieurs noms associés, qui doivent être révisés.